# Åsa Pärson
Åsa Pärson, född 1970 i Stockholm, är en svensk vävare, textilkonstnär, formgivare och designer.  
Åsa Pärson bedriver frilansverksamhet i asa parson textile atelier sedan 2001 med inriktning på textil formgivning, design och hantverk. Hon är intitiativtagare och medgrundare till Svenska Vävakademin. Åsa Pärson har en masterexamen i textil från Konstfack i Stockholm (-1999). Hon har utfört offentliga uppdrag till bland andra Statens fastighetsverk, Nationalmuseum i Stockholm och ECOSEC-salen i FN i New York. Under flera år har hon formgivit textilier till textilföretaget Kvadrat. i Danmark.
År 2021 och 2022 erhöll hon Svensk Bokkonst för sina böcker Yoroke och Fabricate. Båda böckerna visar Åsa Pärsons egen formgivning och vävning. 2019 fick hon mästarbrev i handvävning. 2021 publicerade Åsa Pärson i samarbete med Amica Sundström boken Konsten att väva på Bonniers förlag. Boken är även översatt till engelska med titeln The Weaving Handbook. 
Hon är medlem i KRO (Konstnärernas Riksorganisation), Hantverksföreningen Stockholm, Konsthantverkarna, CIETA Centre international d'etudes des textiles anciens och Svenska Vävakademin.